# Élections sénatoriales de 2020 dans le Var
Les élections sénatoriales dans le Var ont lieu le dimanche 27 septembre 2020. Elles ont pour but d'élire les sénateurs représentant le département au Sénat pour un mandat de six années.

## Contexte départemental
Lors des élections sénatoriales de 2014 dans le Var, quatre sénateurs ont été élus selon un mode de scrutin proportionnel.
Depuis, tous les effectifs du collège électoral des grands électeurs ont été renouvelés, avec les élections départementales de 2015, les élections régionales de 2015, les élections législatives de 2017 et les élections municipales de 2020.

## Sénateurs sortants
|                                                         | Pierre-Yves Collombat       | LFI | Sénateur sortant, conseiller général   |
|                                                         | Georges Ginesta             | LR  | Député, maire de Saint-Raphaël         |
|                                                         | Christine Lanfranchi Dorgal | LR  | Maire de Saint-Maximin-la-Sainte-Baume |
|                                                         | Claudine Kauffmann          | DLF | Conseillère municipale de La Celle     |
| En italique : sénateurs ne se représentant pas en 2020. |                             |     |                                        |

## Présentation des listes et des candidats
Les nouveaux représentants sont élus pour une législature de 6 ans au suffrage universel indirect par les 2 193 grands électeurs du département. Dans le Var, les sénateurs sont élus au scrutin proportionnel plurinominal. Leur nombre reste inchangé, quatre sénateurs sont à élire et six candidats doivent être présentés sur la liste pour qu'elle soit validée. Chaque liste de candidats est obligatoirement paritaire et alterne entre les hommes et les femmes. Plusieurs listes seront déposées dans le département. Elles sont présentées ici dans l'ordre de leur dépôt à la préfecture et comportent l'intitulé figurant aux dossiers de candidature.

### Parti communiste français
| N° | Candidats | Candidats             | Parti | Principales fonctions                |
| -- | --------- | --------------------- | ----- | ------------------------------------ |
| 01 |           | Michel Camatte        | PCF   | Conseiller municipal de La Garde     |
| 02 |           | Nathalie Marin        | PCF   |                                      |
| 03 |           | Alain Bolla           | PCF   | Conseiller municipal de Solliès-Pont |
| 04 |           | Céline Ivaldi         | PCF   |                                      |
|    |           |                       |       |                                      |
| 05 |           | Maurice Olivier       | PCF   | Conseiller municipal de Salernes     |
| 06 |           | Marie-Pierre Burlando | PCF   |                                      |

### Europe Écologie Les Verts - Partit occitan - Génération.s
| N° | Candidats | Candidats                | Parti | Principales fonctions              |
| -- | --------- | ------------------------ | ----- | ---------------------------------- |
| 01 |           | Claudie Zunino-Cartereau | EÉLV  | Conseillère municipal de Ollioules |
| 02 |           | Didier Cade              | POC   |                                    |
| 03 |           | Sylviane Bazin           | G.s   |                                    |
| 04 |           | Philippe Bregliano       | EÉLV  |                                    |
|    |           |                          |       |                                    |
| 05 |           | Isabelle Voisin          | G.s   |                                    |
| 05 |           | Bruno Vadon              | POC   | Adjoint au maire de Beausset       |

### Centre gauche
| N° | Candidats | Candidats            | Parti | Principales fonctions              |
| -- | --------- | -------------------- | ----- | ---------------------------------- |
| 01 |           | André Guiol          | DVG   | Maire de Néoules                   |
| 02 |           | Valérie Marcy        | DVG   | Maire de La Motte                  |
| 03 |           | Bernard de Boisgelin | DVG   | Maire de Saint-Martin-de-Pallières |
| 04 |           | Florence Lanliard    | DVD   | Maire du Plan-de-la-tour           |
|    |           |                      |       |                                    |
| 05 |           | Nadège Hély          | DVG   | Adjointe au maire du Le Thoronet   |
| 05 |           | Nicolas Gérardin     | DVD   | Maire de Solliès-Ville             |

### Les Républicains
| N° | Candidats | Candidats           | Parti | Principales fonctions                                              |
| -- | --------- | ------------------- | ----- | ------------------------------------------------------------------ |
| 01 |           | Michel Bonnus       | LR    | Conseiller départemental, conseiller municipal de Toulon           |
| 02 |           | Françoise Dumont    | LR    | Conseillère départementale, adjointe au maire de Saint-Raphaël     |
| 03 |           | Jean Bacci          | LR    | Conseiller régional, maire de Moissac-Bellevue                     |
| 04 |           | Chantal Lassoutanie | LR    | Conseillère départementale, adjointe au maire de Brignoles         |
|    |           |                     |       |                                                                    |
| 05 |           | François de Canson  | LR    | Conseiller régional, maire de La Londe-les-Maures                  |
| 06 |           | Andrée Samat        | LR    | Conseillère départementale, adjointe au maire de Saint-Cyr-sur-Mer |

### Debout la France
| N° | Candidats | Candidats          | Parti | Principales fonctions          |
| -- | --------- | ------------------ | ----- | ------------------------------ |
| 01 |           | Claudine Kauffmann | DLF   | Sénatrice sortante             |
| 02 |           | Fabien Hurel       | DLF   |                                |
| 03 |           | Aline Renck-Guigne | DLF   |                                |
| 04 |           | Richard Sert       | DLF   | Conseiller municipal de Fréjus |
|    |           |                    |       |                                |
| 05 |           | Aurélie Orengo     | DLF   |                                |
| 06 |           | Vincent Pérez      | DLF   |                                |

### Rassemblement national
| N° | Candidats | Candidats          | Parti | Principales fonctions                               |
| -- | --------- | ------------------ | ----- | --------------------------------------------------- |
| 01 |           | Gilles Longo       | RN    | Adjoint au maire de Fréjus                          |
| 02 |           | Laure Lavalette    | RN    | Conseillère municipale de Toulon                    |
| 03 |           | Philippe Schreck   | RN    | Conseiller municipal de Draguignan                  |
| 04 |           | Audrey Troin       | RN    | Conseillère régionale, adjointe au maire de Cogolin |
|    |           |                    |       |                                                     |
| 05 |           | Geoffrey David     | RN    | Conseiller régional, conseiller municipal du Luc    |
| 06 |           | Marie-Laure Collin | RN    | Conseillère municipale de Hyères                    |

## Résultats
| Tête de liste                                                                             | Tête de liste            | Liste                                 | Voix  | %     | Sièges |  |
| ----------------------------------------------------------------------------------------- | ------------------------ | ------------------------------------- | ----- | ----- | ------ |  |
|                                                                                           | Michel Bonnus            | Les Républicains                      | 1 142 | 52,48 | 3      |  |
| Ensemble pour un Var uni et solidaire                                                     |                          |                                       | 1 142 | 52,48 | 3      |  |
|                                                                                           | André Guiol              | Union du centre                       | 470   | 21,60 | 1      |  |
| La France des territoires, une passion commune                                            |                          |                                       | 470   | 21,60 | 1      |  |
|                                                                                           | Gilles Longo             | Rassemblement national                | 273   | 12,55 | 0      |  |
| Liste localiste présentée par le Rassemblement national pour le rééquilibrage territorial |                          |                                       | 273   | 12,55 | 0      |  |
|                                                                                           | Claudie Zunino-Cartereau | Union de la gauche (EÉLV - POC - G.s) | 146   | 6,71  | 0      |  |
| Pour des territoires responsables, solidaires et écologiques                              |                          |                                       | 146   | 6,71  | 0      |  |
|                                                                                           | Claudine Kauffmann       | Divers droite (DLF)                   | 98    | 4,50  | 0      |  |
| Le Var au cœur                                                                            |                          |                                       | 98    | 4,50  | 0      |  |
|                                                                                           | Michel Camatte           | Parti communiste français             | 47    | 2,16  | 0      |  |
| Le Var à gauche                                                                           |                          |                                       | 47    | 2,16  | 0      |  |
|                                                                                           |                          |                                       |       |       |        |  |
| Votes valides                                                                             | Votes valides            | Votes valides                         | 2 176 | 97,84 |        |  |
| Votes blancs                                                                              | Votes blancs             | Votes blancs                          | 23    | 1,03  |        |  |
| Votes nuls                                                                                | Votes nuls               | Votes nuls                            | 25    | 1,12  |        |  |
| Total                                                                                     | Total                    | Total                                 | 2 224 | 100   | 4      |  |
| Abstention                                                                                | Abstention               | Abstention                            | 25    | 1,11  |        |  |
| Inscrits / participation                                                                  | Inscrits / participation | Inscrits / participation              | 2 249 | 98,89 |        |  |